# Grosskraftwerk Mannheim

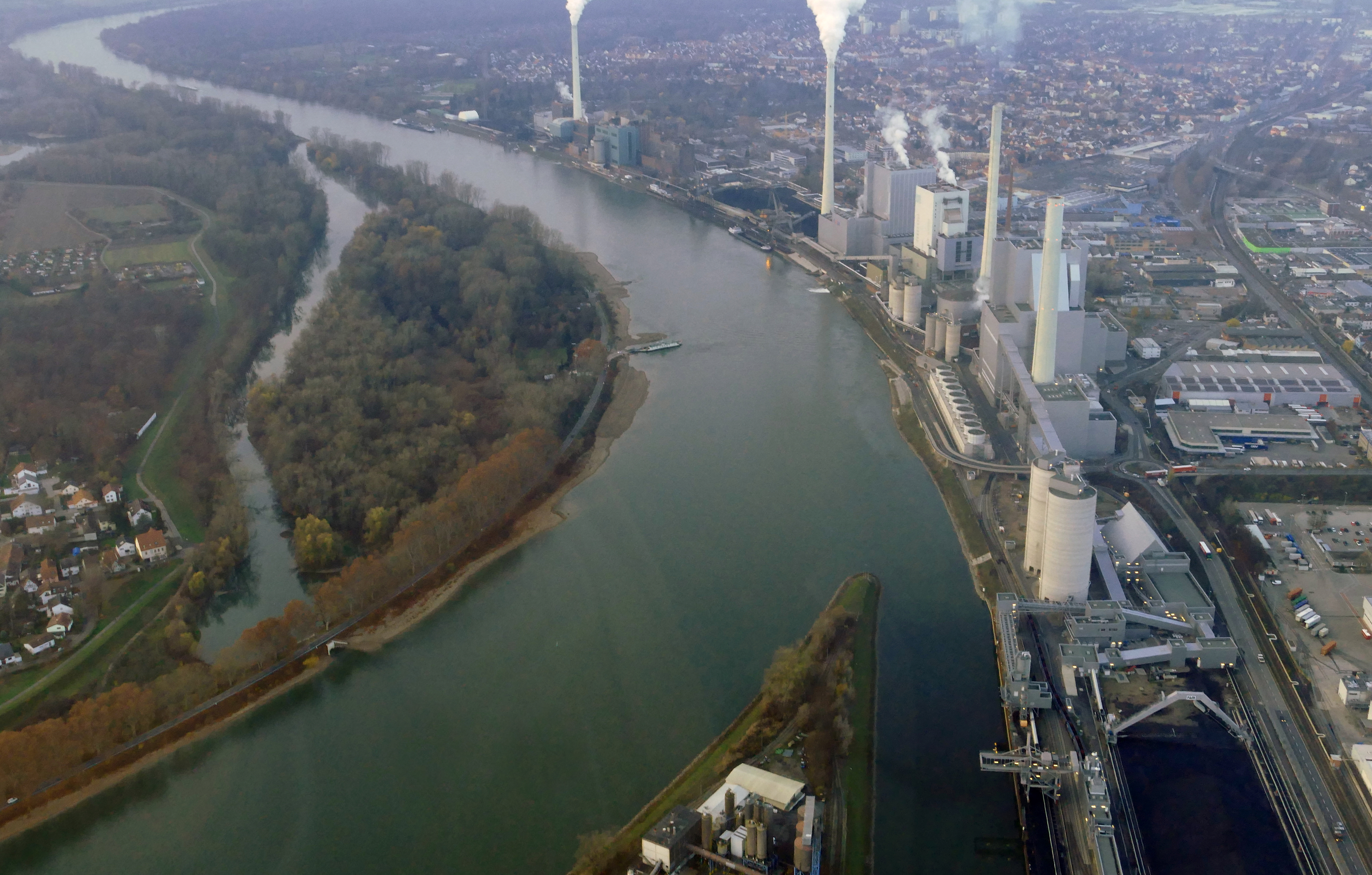
Luftaufnahme des Großkraftwerks Mannheim und der Rheinfähre Altrip in der Dämmerung.

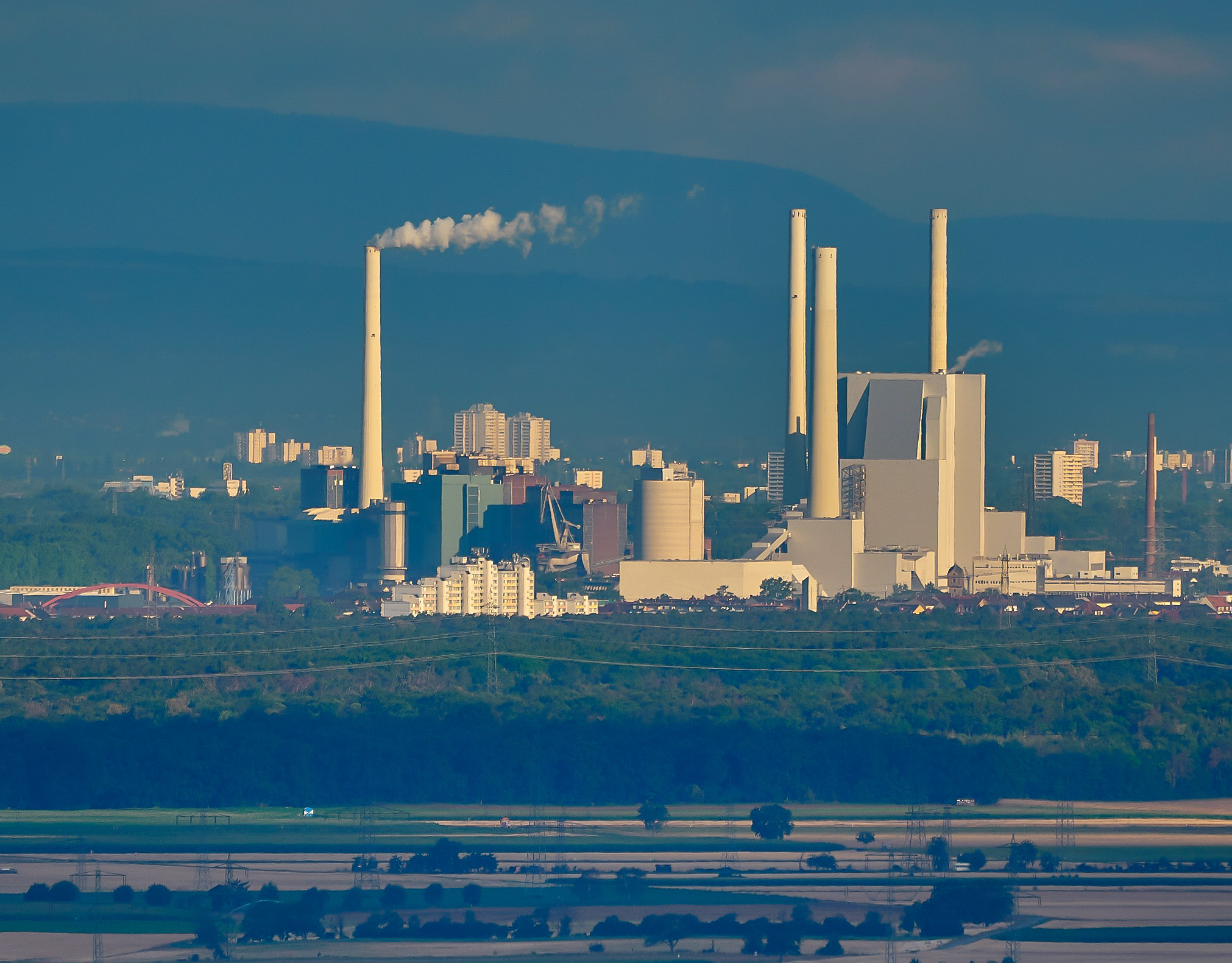
Größenvergleich des Großkraftwerk Mannheim zu den Hochhäusern

Die Grosskraftwerk Mannheim AG (GKM) betreibt in Mannheim den größten Energiestandort in Baden-Württemberg. Das Steinkohlekraftwerk erzeugt Strom für rund 2,5 Millionen Menschen, Gewerbe und Industrie sowie Fernwärme für rund 120.000 Haushalte durch Kraft-Wärme-Kopplung (KWK). Für die DB Energie GmbH ist das GKM zudem ein Lieferant von Einphasenbahnstrom.
Die Werkleistung beträgt brutto 2146 MW bzw. netto 1958 MW, die installierte Fernwärmeleistung (Heizwasser) rund 1500 MWth. Von der Nettoleistung stehen 120 MW für die Produktion von Einphasenbahnstrom für die DB Energie GmbH zur Verfügung.
Das GKM ist ein Gemeinschaftskraftwerk der RWE Generation, der EnBW Energie Baden-Württemberg und der MVV RHE GmbH, Mannheim, die Drehstrom und Fernwärme (MVV RHE GmbH) auf Selbstkostenbasis übernehmen.

## Geschichte

Vorzugsaktie über 10000 Mark der Großkraftwerk Mannheim AG vom Juli 1923

Das Grosskraftwerk Mannheim wurde 1921 von den Pfalzwerken, der Stadt Mannheim, der Badischen Landeselektrizitätsversorgung (später Badenwerk, heute EnBW) und der Neckar AG gegründet. 1923 gingen die ersten Kessel in Betrieb. Gründungsdirektor und bis 1952 Vorsitzender war Fritz Marguerre. Er baute mit den Kesseln 1 und 2 im Werk 1 (später Marguerre-Werk genannt) erstmals ein Hochdruckheißdampfkraftwerk, das mit Frischdampf von etwa 100 bar und 420 Grad Celsius arbeitete.
Der Frischdampf wurde zuerst auf eine Vorschaltturbine geleitet, danach (mit etwa 20 bar) wieder zwischenüberhitzt und auf eine der schon bestehenden Niederdruckturbinen aus dem alten 20-bar-Werk geleitet. Mit dieser Maßnahme konnte Marguerre den Wirkungsgrad des Kraftwerks deutlich erhöhen. Weitere Wirkungsgradverbesserungen wollte er durch die Einführung der doppelten Zwischenüberhitzung und einer weitgehenden Nutzung der verschiedenen Dampfdrücke und -temperaturen durch vielfache Anzapfungen an den Turbinen (zum Beispiel zum Antrieb von Pumpen oder Verdampfern) erreichen. Viele dieser Maßnahmen konnte er bereits im Werk 1 umsetzen: So wurden schon in den dreißiger Jahren benachbarte Industrieunternehmen mit Ferndampf, nach dem Prinzip der Kraft-Wärme-Kopplung, versorgt. Aufgrund des Strommangels nach dem Zweiten Weltkrieg musste er notgedrungen im Werk 1 die sogenannte „Ersatzanlage 49“ in bewährter, aber alter Technik bauen. Dazu wurden die alten 20-bar-Kessel aus der Gründungszeit abgerissen und an deren Stelle vier gleiche Kessel (Kessel 7–10) errichtet, die zwei neue Hochdruckmaschinen (A und B) speisten. Der zwischenüberhitzte Dampf ging wieder auf die bestehende 20-bar-Sammelschiene im Werk 1. Ihr Wirkungsgrad war aufgrund der niedrigen Temperatur (410 °C) für Marguerres Vorstellungen zu gering. Die doppelte Zwischenüberhitzung konnte er aber erst 1952 mit Block 1 (Kessel 11 und 12) in neuen Werk II realisieren und erreichte mit 38,2 % Wirkungsgrad einen damaligen Rekordwert unter den Kondensationskraftwerken. Daher wurden die Kessel 7–10 schon recht früh möglichst wenig gefahren, nachdem die ersten Blöcke im Werk II zur Verfügung standen.
Im Dritten Reich wurde mit dem Bunkerwerk Werk Fritz ein komplettes Kraftwerk mit Kessel und Turbosatz unter einen Kohlenhaufen gebaut, um es vor Luftangriffen zu schützen. Dieser Bunkerbau ist heute noch zwischen Block 8 und Werk II vom Rhein aus zu sehen. Nach dem Krieg demontierte die französische Besatzungsmacht das Werk. Die Wiedermontage in Frankreich scheiterte, so dass das Werk Fritz nie mehr in Betrieb ging. Die Bunkeranlage diente später immer wieder Druck- und Berstversuchen für Forschungszwecke.
1953 wurden erstmals mehr als eine Milliarde Kilowattstunden Strom abgegeben. Ab 1955 wurde auch Bahnstrom erzeugt. Dazu wurde im neuen Werk II jeweils an den Drei-Phasen-Generator der beiden 20-bar-Kondensationsmaschinen M11 und M12 (3000 Umdrehungen pro Minute) eine Voith-Marguerre-Kupplung mit Getriebe angebaut. Darüber wurde dann ein Einphasenbahngenerator mit 1000 Umdrehungen pro Minute angetrieben. Über die Kupplung konnte der Leistungsanteil der Turbine, der als Einphasenstrom abgegeben werden sollte, verstellt werden. 1959 begann die Versorgung Mannheims mit Heißwasser-Fernwärme aus Nutzung der Abwärme.
Nach stetiger Vergrößerung des Werkes kamen in den 1980ern erstmals Rauchgasentschwefelungsanlagen zum Einsatz. Dabei wurde im Block 7 das sogenannte Walther-Verfahren zur Entschwefelung erstmals großtechnisch eingesetzt, bei dem mittels Ammoniak anstelle von Kalkmilch entschwefelt wird. Anstatt Gips bildet sich dabei das als Düngemittel verwendbare Ammoniumsulfat. Aufgrund verschiedener verfahrenstechnischer Schwierigkeiten, die durch die Herstellerfirma nicht fristgerecht beseitigt wurden, wurde die Walther-Anlage durch eine konventionelle Kalkmilch-Entschwefelung ersetzt.
Die Liberalisierung des Strommarktes in Deutschland erzwang in den 1990ern drastische Kosteneinsparungen und einen erheblichen Abbau der einst 1600 Arbeitsplätze auf heute weniger als die Hälfte. Dies wurde unter anderem durch erhebliche Reduktion des Werkstattpersonals erreicht.
Im Mai 2020 beschloss der Aufsichtsrat die endgültige Stilllegung von Block 7. Dieser wurde von der Bundesnetzagentur jedoch als systemrelevant für die Stromversorgung eingestuft und muss bis mindestens März 2025 betriebsbereit gehalten werden, um bei Bedarf schnell hochgefahren werden zu können.
Wegen der drohende Energiekrise, nach Ausbruch des Angriffskrieges Russlands gegen die Ukraine, wurde Block 7 wieder aus der Netzreserve zurück an den Markt geholt. Er soll bei einer Gasmangellage die Energieversorgung für bis zu einer Million Haushalte sichern und Gas im Rahmen der Energieversorgung einsparen. Durch Gesetzesänderungen der Bundesregierung zur Bereithaltung von Ersatzkraftwerken soll der Betrieb bis Ende März 2024 weitergehen. Stand Juli 2024 wurde der Block von der Bundesnetzagentur bis 31. März 2031 als systemrelevant ausgewiesen. Für Block 8 gilt ebenfalls eine Systemrelevanz bis zum 31. März 2031.

## Strom- und Fernwärmeerzeugung

### Strom
Das Grosskraftwerk Mannheim erzeugt 50-Hertz-Dreiphasenwechselstrom (Drehstrom) für Haushalte, Gewerbe und Industrie sowie 16,7-Hertz-Einphasenwechselstrom (Bahnstrom). Es speist auf der 220-kV-Höchstspannungs-, der 110-kV-Hochspannungs- und der 20-kV-Mittelspannungsebene in die Stromnetze des Übertragungsnetzbetreibers Transnet BW, der Verteilnetzbetreiber Pfalzwerke Netzgesellschaft und MVV Netze und des Bahnstromnetzbetreibers DB Energie ein. Das Kraftwerk stellte 2024 rund 2 % des deutschen Bahnstroms bereit.

### Fernwärme

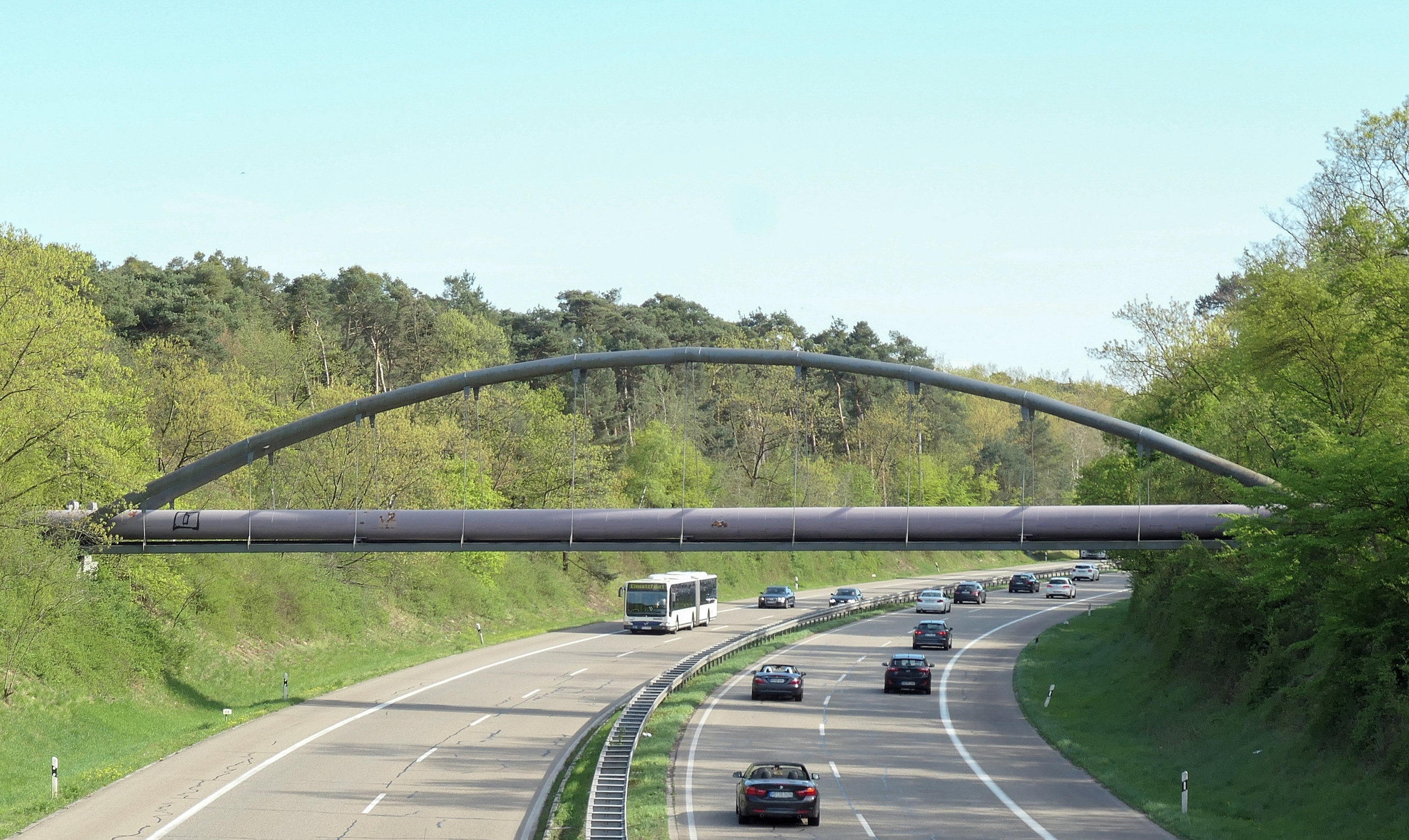
Oberirdische Fernwärme-Leitung über die B 36 in Mannheim-Rheinau

Ein großer Teil der Abwärme des Grosskraftwerks wird mittels Kraft-Wärme-Kopplung (KWK) an die MVV Energie AG geliefert und dient zur Versorgung von Mannheim sowie der umliegenden Gemeinden (bis nach Heidelberg und Speyer) mit Fernwärme. Mit Stand 2021 sind mehr als 60 % der Haushalte Mannheims an das Fernwärmenetz angeschlossen.  Bereits seit 1959 produziert das GKM neben Strom auch Heizwasser für das Fernwärmenetz der Metropolregion Rhein-Neckar und Prozessdampf für benachbarte Industriebetriebe. Bei der Wärmeproduktion mittels umwelt- und klimaschonender Kraft-Wärme-Kopplung wird ein Teil des Kraftwerksdampfes nicht vollständig zur Stromproduktion, sondern zur Erwärmung von Heizwasser genutzt. Das senkt zwar die Stromausbeute geringfügig, erhöht aber die Brennstoffausnutzung deutlich.
Mit einer Länge von über 800 Kilometern gehört das Fernwärmenetz der Metropolregion Rhein-Neckar mittlerweile zu den größten in Europa. Schon heute werden über 60 % der Mannheimer Haushalte mit Fernwärme aus dem GKM beheizt. Durch die Wärmeerzeugung mittels KWK erreicht der neue Block 9 Brennstoffausnutzungsgrade von bis zu 70 %.
Im Jahr 2022 wurde auf dem Gelände des Großkraftwerkes mit dem Bau einer Großwärmepumpe begonnen, eine der größten Wärmepumpen ihrer Art in Europa mit 15 Tonnen Kältemittel, die im 2023 in Betrieb ging. Sie soll Wärmeenergie für das Fernwärmenetz liefern und rund 3.500 Haushalte versorgen. Das Investitionsvolumen betrug 15 Millionen Euro und wurde vom Bund gefördert. Die Wärmepumpe ist Teil eines öffentlich geförderten Pilotprojektes, mit dem die Fernwärme aus dem Kohlekraftwerk sukzessive ersetzt werden soll, und verfügt über eine thermische Leistung von 20 MW. Als Wärmequelle dient das Wasser des Rheins, das fast ganzjährig Temperaturen zwischen 5 und 25 °C aufweist. Pro Jahr soll die Wärmepumpe ca. 10.000 Tonnen Kohlenstoffdioxid einsparen. Schätzungen gehen davon aus, dass alleine in Mannheim mit Wärmepumpen mindestens 500 MW thermische Energie aus Flusswasser gewonnen werden könnten. Dies entspricht der maximalen Wärmeleistung des Blocks 9 des Großkraftwerks.

## Kraftwerksblöcke

### Derzeitiges Kraftwerk (Blöcke 1 bis 8)

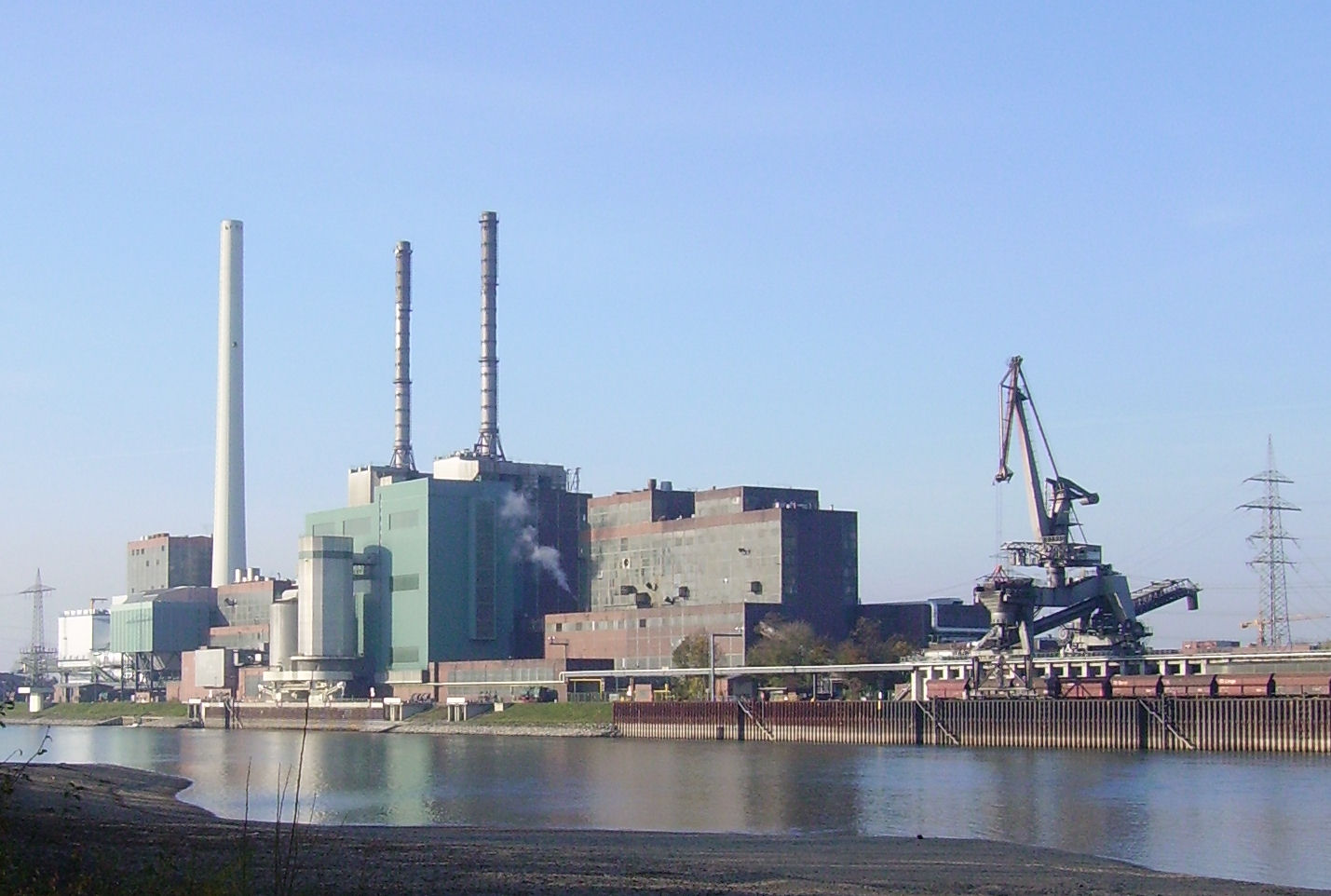
GKM von der linken Rheinseite aus gesehen, Blöcke 6 bis 3
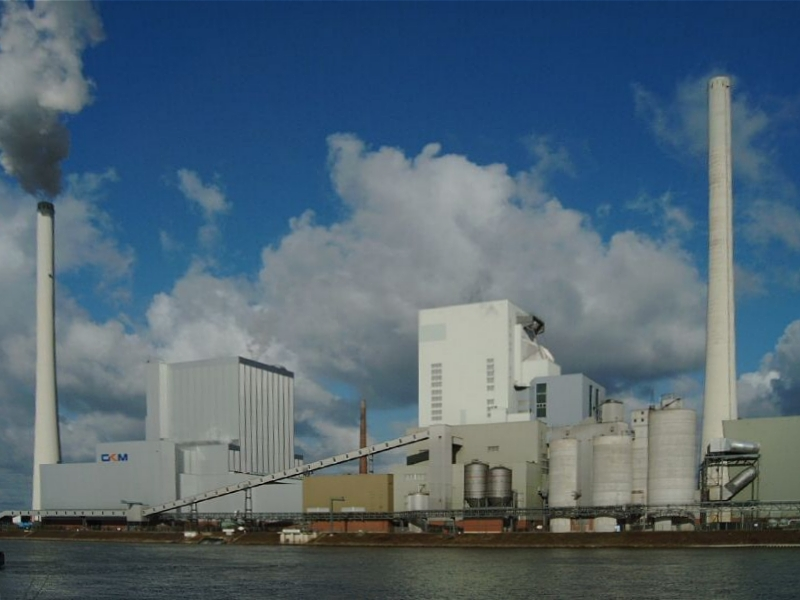
Blöcke 8 und 7
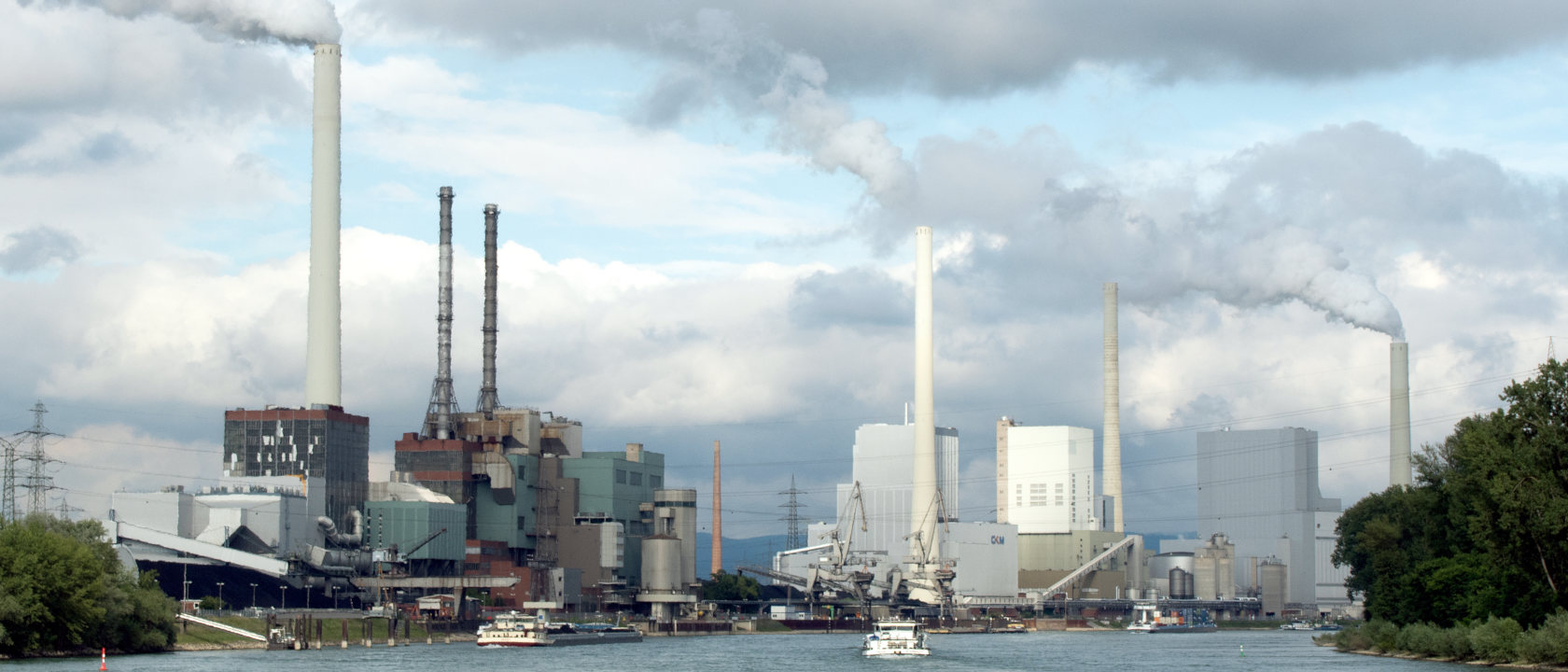
Vom Rhein gesehen

Das GKM besteht aus dem Werk II mit den Blöcken 1–6, den beiden Blöcken 7 und 8 sowie dem 2015 in Betrieb genommenen neuen Block 9.

### Neubau Block 9

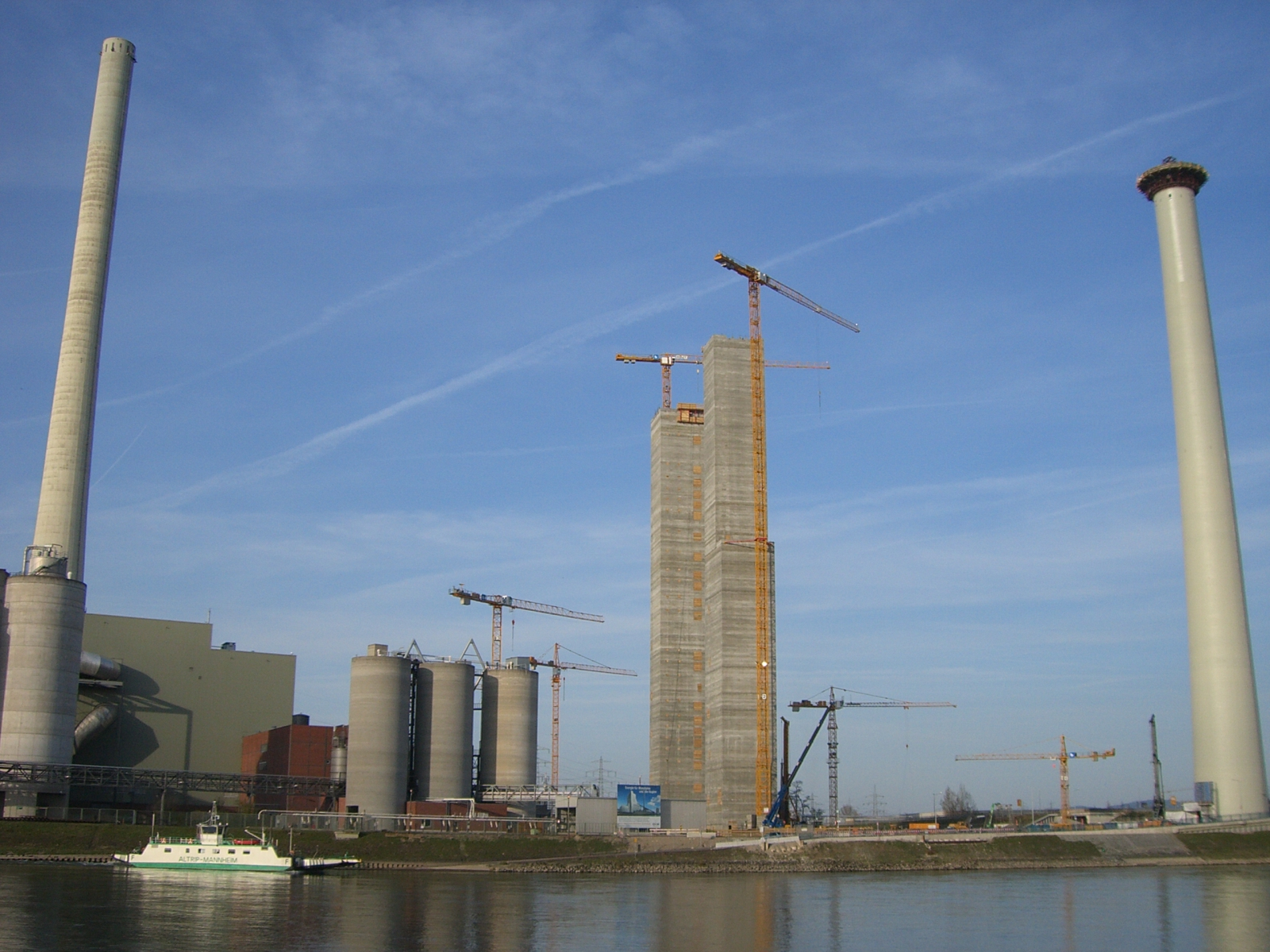
Baustelle des im Bau befindlichen Blocks 9
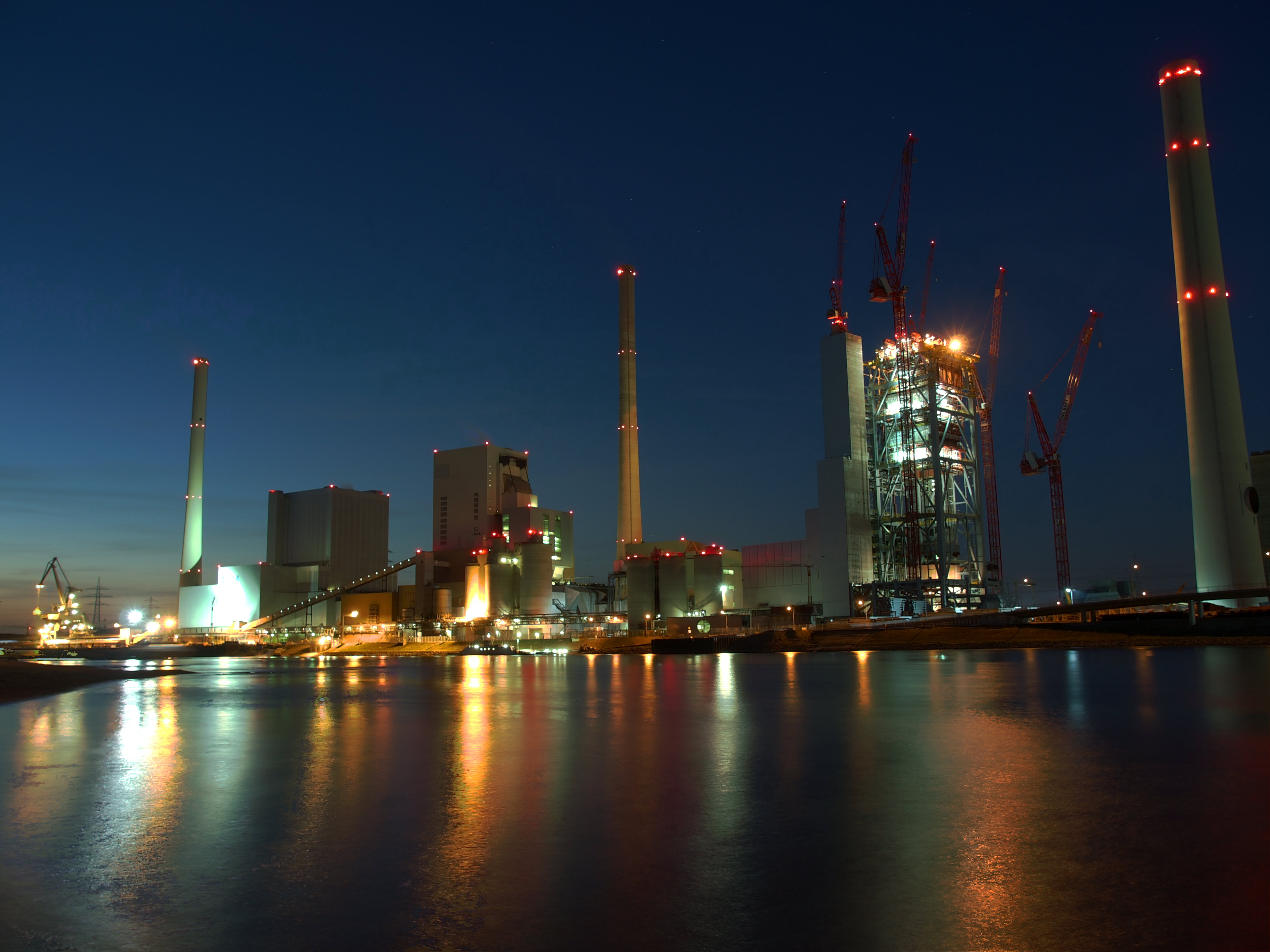
Baustelle im März 2012 mit noch offenem Kesselhaus
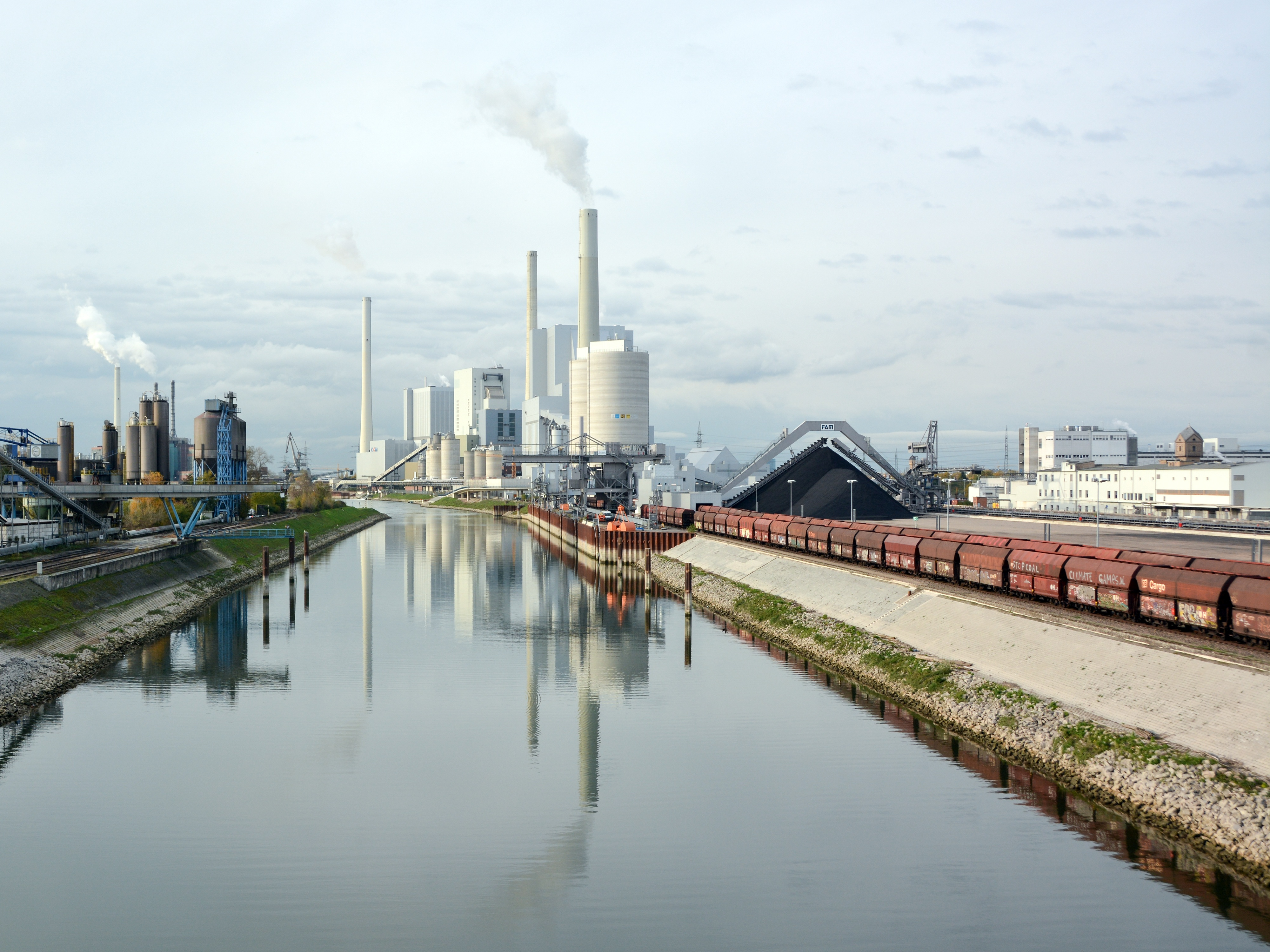
Grosskraftwerk, Block 9 im Testbetrieb

2007 genehmigte der Aufsichtsrat den Bau eines neuen Blocks 9. Die geplante Leistung soll rund 900 Megawatt betragen. Das Kesselhaus von Block 9 ist 120 Meter und der Schornstein 180 Meter hoch. Der Neubau war mit 1,2 Milliarden Euro geplant und sollte 2013 ans Netz gehen. Die Inbetriebnahme erfolgte 2015 nach leicht erhöhten Ausgaben von 1,3 Mrd. Euro. Die Kessel 14 bzw. 15 der bis dahin noch in Betrieb befindlichen Blöcke 3 und 4 (je 220 Megawatt) wurden im Frühjahr 2015 ebenso wie die zugehörigen Vorschaltmaschinen H und I abgeschaltet und Block 7 (475 MW) wird nicht mehr gefahren, sondern geht in Kaltreserve. Die Kessel wurden von allen Medienversorgungen abgetrennt. Im Frühjahr 2016 begann die Demontage der beiden Stahlkamine. Von Block 3 und 4 blieben nur noch die auf der 20-bar-Heißdampfsammelschiene hängenenden Drehstromturbosätze Maschine 14, 15 und 16 sowie die Bahnstrommaschine EB4 in Betrieb. Von Umweltschützern wird das Vorhaben trotz der Wirkungsgradsteigerung auf 46,6 % im reinen Kondensationsbetrieb (d. h. reine Stromerzeugung ohne Fernwärmeauskopplung) und 70 % im Kraft-Wärme-Kopplungsbetrieb gegenüber den stillzulegenden Blöcken kritisiert, da zusätzliche Emissionen von Kohlendioxid zu erwarten seien. Der Versuch, durch ein Bürgerbegehren den Bau zu stoppen, misslang, da bis zum Ablauf der Frist am 6. August 2008 nur etwa 16.500 der 20.000 benötigten Unterschriften zustande kamen.
Die ursprünglich für Ende 2012/Anfang 2013 geplante Inbetriebnahme verzögerte sich bis Mai 2015 da der Hersteller des Kessels (Alstom) unerwartete Probleme mit der Verarbeitung des neuen Hochtemperaturstahls hatte. Ein Großteil der Hochdruckschweißnähte musste verworfen werden. Ähnliche Probleme traten auch bei weiteren Kohlekraftwerken auf. Da bei diesen neuen Kesseltypen Frischdampftemperaturen von über 600 °C gefahren werden, konnten die bis dahin über Jahrzehnte im Kraftwerksbau üblichen Kesselstähle (max. Betriebstemperaturen circa 530 °C–550 °C) nicht mehr verwendet werden. Neben dem Bau des Kessels waren von den Verzögerungen auch seine Nebenaggregate sowie die Rauchgasreinigungsanlagen betroffen. Das Maschinenhaus sowie die dazugehörigen Nebengebäude samt E- und Wartenräume sind 2011 fertiggestellt worden, so dass in ihnen diese Anlagenteile ungehindert weitergebaut werden konnten.
Die Bau- und Montagearbeiten wurden nach fünf Jahren Arbeiten „rund um die Uhr“ abgeschlossen. Ab August 2014 wurden Zündversuche des Kessels gefahren. Beginnend mit Ölbefeuerung des Dampferzeugers wurden nach und nach die einzelnen Anlagekomponenten getestet und auf den Probebetrieb vorbereitet. Im November 2014 wurde der Generator erstmals auf eine 220-kV-Sammelschiene synchronisiert, die – abgetrennt vom normalen Stromnetz – durch eine andere Maschine aus dem Werk II gespeist wurde und damit ein Inselnetz zum Testen bereitstellte. Mitte November 2014 folgte die erste echte Netzsynchronisation und Lasteinspeisung. Ende April 2015 wurde der Probebetrieb erfolgreich abgeschlossen. Die Anlage war damit ab Mitte Mai 2015 im planmäßigen Leistungsbetrieb für die Strom- und Fernwärmebereitstellung verfügbar. Im September 2015 wurde der Block offiziell in Betrieb genommen. Umweltminister Franz Untersteller (Grüne) bezeichnete dabei den neuen Block als wichtig für die Versorgungssicherheit. Er trage zum Gelingen der Energiewende bei.
Zudem wurde das Kraftwerk mit einem Fernwärmespeicher mit einer thermischen Speicherkapazität von 1500 MWh ausgerüstet, der eine flexiblere Fahrweise des Kraftwerks erlaubt. Die Investitionskosten hierfür betrugen 27 Mio. Euro.

## Technische Besonderheit
Eine Besonderheit des GKM ist die sogenannte Dampfsammelschiene, die die Nachschaltmaschinen der Blöcke 6–8 sowie die Bahnstrom- und Fernwärmeanlagen miteinander verbinden (siehe Schaubild). Mit dem sogenannten Sammelschienen-Konzept, das die einzelnen Anlagen über eine 20-bar-Dampfleitung miteinander verbindet, wurde von Anfang an eine sichere Lieferung an die unterschiedlichen Abnehmer des GKM gewährleistet. Die Möglichkeit der gegenseitigen Reservestellung von Kesseln und Turbinen minimiert Engpässe, vor allem für die Wärmebereitstellung. Das heißt, beim Ausfall oder Stillstand eines Kessels können die Turbinen mit dem Dampf aus einem anderen Block betrieben werden. Bis heute nutzt das GKM diese Lösung, um gleichzeitig Drehstrom, Bahnstrom und Fernwärme zuverlässig erzeugen zu können.

## Blockübersicht
| Block | Leistung brutto (netto) in MW | Inbetriebnahme | Status           | Spannungsebene (1) in kV  | Anmerkungen                                                                                       |
| ----- | ----------------------------- | -------------- | ---------------- | ------------------------- | ------------------------------------------------------------------------------------------------- |
| 1     | 125                           | 1952/53        | stillgelegt 1993 | 110 kV & 20 kV (MVV-Netz) | Auskopplung aus 3-phasen-Turbogeneratorsätze M11 bzw. M12 über Voithgetriebe 2× 12,5 MW Bahnstrom |
| 2     | 150                           | 1962           | stillgelegt 1993 | 110 kV                    | 1 Turbogeneratorsatz 40 MW Bahnstrom (bis 2016 in Betrieb)                                        |
| 3     | 220                           | 1966           | stillgelegt 2015 | 110 kV                    | 1 Turbogeneratorsatz 40 MW Bahnstrom                                                              |
| 4     | 220                           | 1970           | stillgelegt 2015 | 110 kV                    | 20bar-Maschinen M15, M16 noch in Betrieb                                                          |
| 5     | 420                           | 1971           | stillgelegt 2000 | 220 kV                    | 20bar-Maschinen M17 (200MW) und Turbogeneratorsatz EB5 120 MW Bahnstrom noch in Betrieb           |
| 6     | 280                           | 1975/2005      |                  | 220 kV                    | Bei Inbetriebnahme Öl und Gas; ab 2005 Kohle                                                      |
| 7     | 475                           | 1982           |                  | 220 kV; 110 kV, 20 kV     | Netzreserve seit Mitte 2020                                                                       |
| 8     | 480                           | 1993           |                  | 220 kV                    | Netzreserve seit Anfang 2024                                                                      |
| 9     | 911                           | 2015           |                  | 220 kV                    | verfügt über einen Fernwärmespeicher und liefert auch Bahnstrom                                   |
| Summe | 2.146 (Block 6–9)             |                |                  |                           |                                                                                                   |

## Kennzahlen
| Kennzahl                 | 2013            | 2014            | 2015            | 2016            | 2017            | 2018            | 2019            |
| Umsatz & Gewinn          | Umsatz & Gewinn | Umsatz & Gewinn | Umsatz & Gewinn | Umsatz & Gewinn | Umsatz & Gewinn | Umsatz & Gewinn | Umsatz & Gewinn |
| ------------------------ | --------------- | --------------- | --------------- | --------------- | --------------- | --------------- | --------------- |
| Umsatz                   | 502,3           | 492,8           | 603,1           | 524,7           | 509,6           | 754,1           | 585,4           |
| – davon Strom            | 453,9           | 452,5           | 550,5           | 473,0           | 456,0           | 683,9           | 517,9           |
| – davon Fernwärme        | 45,8            | 39,9            | 50,5            | 46,4            | 47,8            | 64,1            | 60,3            |
| – davon Dienstleistungen | 2,6             | 0,3             | 2,1             | 5,3             | 5,8             | 6,1             | 7,2             |
| Investitionen            | 200             | 176             | 81,2            | 21              | 11              | 9               | 7               |
| Jahresüberschuss         | 6,6             | 6,6             | 6,6             | 6,6             | 6,6             | 6,6             | 6,6             |
| Bilanz                   |                 |                 |                 |                 |                 |                 |                 |
| Bilanzsumme              | 1652            | 1820            | 1853            | 1752            | 1743            | 1778            | 1655            |
| – davon Anlagevermögen   | 1485            | 1638            | 1648            | 1593            | 1518            | 1442            | 1358            |
| – davon Umlaufvermögen   | 167             | 182             | 205             | 159             | 166             | 274             | 228             |
| – davon Eigenkapital     | 114             | 114             | 114             | 114             | 121             | 127             | 134             |
| – davon Fremdkapital     | 1538            | 1706            | 1739            | 1638            | 1622            | 1651            | 1521            |

## Emission von Schadstoffen und Treibhausgasen
Kritiker bemängeln am Großkraftwerk Mannheim die hohen Emissionen an Stickstoffoxiden, Schwefeloxiden, Quecksilber und Feinstaub, an dem Krebs erzeugende Substanzen (Blei, Cadmium, Nickel, PAK, Dioxine und Furane) haften können. Eine von Greenpeace bei der Universität Stuttgart in Auftrag gegebene Studie kommt 2013 zu dem Ergebnis, dass die 2010 vom Kraftwerk ohne Block 9 ausgestoßenen Feinstäube und die aus Schwefeldioxid-, Stickoxid- und NMVOC-Emissionen gebildeten sekundären Feinstäube statistisch zu 759 verlorenen Lebensjahren und 15.996 verlorenen Arbeitstagen pro Jahr führen (Rang 11 der deutschen Kohlekraftwerke); die erlaubte Maximalemission des neuen Block 9 wird mit 512 verlorenen Lebensjahren und 10.817 verlorenen Arbeitstagen abgeschätzt.
Außerdem stehen angesichts des Klimawandels die CO2-Emissionen des Kraftwerkes in der Kritik von Umweltverbänden. Auf der im Jahr 2007 vom WWF herausgegebenen Liste der klimaschädlichsten Kraftwerke in Deutschland rangierte das Großkraftwerk Mannheim mit 840 g CO2 pro Kilowattstunde auf Rang 28. Im Jahr 2010 war es laut europäischem Schadstoffregister PRTR mit circa 6,5 Mio. Tonnen CO2 das Steinkohlekraftwerk mit dem zweithöchsten Kohlendioxidausstoß in Deutschland.
Das Großkraftwerk Mannheim meldete folgende Emissionen im europäischen Schadstoffregister „PRTR“:
| Luftschadstoff                           | 2007             | 2008             | 2009             | 2010             | 2011              | 2012              | 2013              | 2016             | 2017              | 2018             | 2019             | 2020             | 2021             |
| ---------------------------------------- | ---------------- | ---------------- | ---------------- | ---------------- | ----------------- | ----------------- | ----------------- | ---------------- | ----------------- | ---------------- | ---------------- | ---------------- | ---------------- |
| Kohlenstoffdioxid (CO2)                  | 7.744.000.000 kg | 7.100.000.000 kg | 6.640.000.000 kg | 6.510.000.000 kg | 5.940.000.000 kg  | 6.070.000.000 kg  | 6.750.000.000 kg  | 7.880.000.000 kg | 6.860.000.000 kg  | 6.740.000.000 kg | 4.920.000.000 kg | 4.180.000.000 kg | 5.000.000.000 kg |
| Stickstoffoxide (NOx/NO2)                | 4.060.000 kg     | 3.550.000 kg     | 3.670.000 kg     | 3.550.000 kg     | 3.270.000 kg      | 3.190.000 kg      | 3.650.000 kg      | 3.500.000 kg     | 2.890.000 kg      | 2.930.000 kg     | 1.710.000 kg     | 1.550.000 kg     | 1.780.000 kg     |
| Schwefeldioxide (als SOx/SO2)            | 1.570.000 kg     | 1.440.000 kg     | 1.440.000 kg     | 1.940.000 kg     | 1.820.000 kg      | 1.960.000 kg      | 1.940.000 kg      | 1.980.000 kg     | 2.430.000 kg      | 2.260.000 kg     | 1.260.000 kg     | 1.040.000 kg     | 1.190.000 kg     |
| Feinstaub (PM10)                         | 208.000 kg       | 185.000 kg       | 143.000 kg       | 148.000 kg       | 123.000 kg        | 96.100 kg         | 142.000 kg        | 124.000 kg       | 90.600 kg         | 90.500 kg        | k. A.            | k. A.            | k. A.            |
| Anorganische Chlorverbindungen (als HCl) | 34.500 kg        | 34.100 kg        | 29.700 kg        | 29.600 kg        | 19.600 kg         | 19.500 kg         | 24.000 kg         | 23.900 kg        | 18.500 kg         | 24.200 kg        | 24.200 kg        | k. A.            | 11.800 kg        |
| Anorganische Fluorverbindungen (als HF)  | 7.560 kg         | 24.300 kg        | 22.100 kg        | 19.300 kg        | k. A. (< 5000 kg) | k. A. (< 5000 kg) | k. A. (< 5000 kg) | 7.960 kg         | k. A. (< 5000 kg) | 6.100 kg         | 8.270 kg         | k. A.            | k. A.            |
| Quecksilber und Verbindungen (als Hg)    | 167 kg           | 158 kg           | 148 kg           | 146 kg           | 134 kg            | 137 kg            | 154 kg            | 136 kg           | 122 kg            | 93 kg            | 69 kg            | 35 kg            | 40 kg            |
| Arsen und Verbindungen (als As)          | 79 kg            | 76 kg            | 69 kg            | 68 kg            | 61 kg             | 67 kg             | 73 kg             | 106 kg           | 86 kg             | 86 kg            | 61 kg            | 52 kg            | 63 kg            |

Weitere typische Schadstoffemissionen wurden nicht berichtet, da sie im PRTR erst ab einer jährlichen Mindestmenge meldepflichtig sind, z. B. Dioxine und Furane ab 0,0001 kg, Cadmium ab 10 kg, Arsen ab 20 kg, Nickel ab 50 kg, Chrom sowie Kupfer ab 100 kg, Blei sowie Zink ab 200 kg, Ammoniak und Chlorwasserstoff ab 10.000 kg, Methan und flüchtige organische Verbindungen außer Methan (NMVOC) ab 100.000 kg sowie Kohlenmonoxid ab 500.000 kg.
Die Europäische Umweltagentur hat die Kosten der Umwelt- und Gesundheitsschäden der 28.000 größten Industrieanlagen in der Europa anhand der im PRTR gemeldeten Emissionsdaten mit den wissenschaftlichen Methoden der Europäischen Kommission abgeschätzt. Danach liegt das Großkraftwerk Mannheim auf Rang 53 der Schadenskosten aller europäischen Industrieanlagen.
| Verursacher            | Schadenskosten    | Einheit        | Anteil      |
| ---------------------- | ----------------- | -------------- | ----------- |
| Großkraftwerk Mannheim | 281 – 383         | Millionen Euro | 0,3 – 0,4 % |
| Summe 28.000 Anlagen   | 102.000 – 169.000 | Millionen Euro | 100 %       |